# Le Club des hachichins

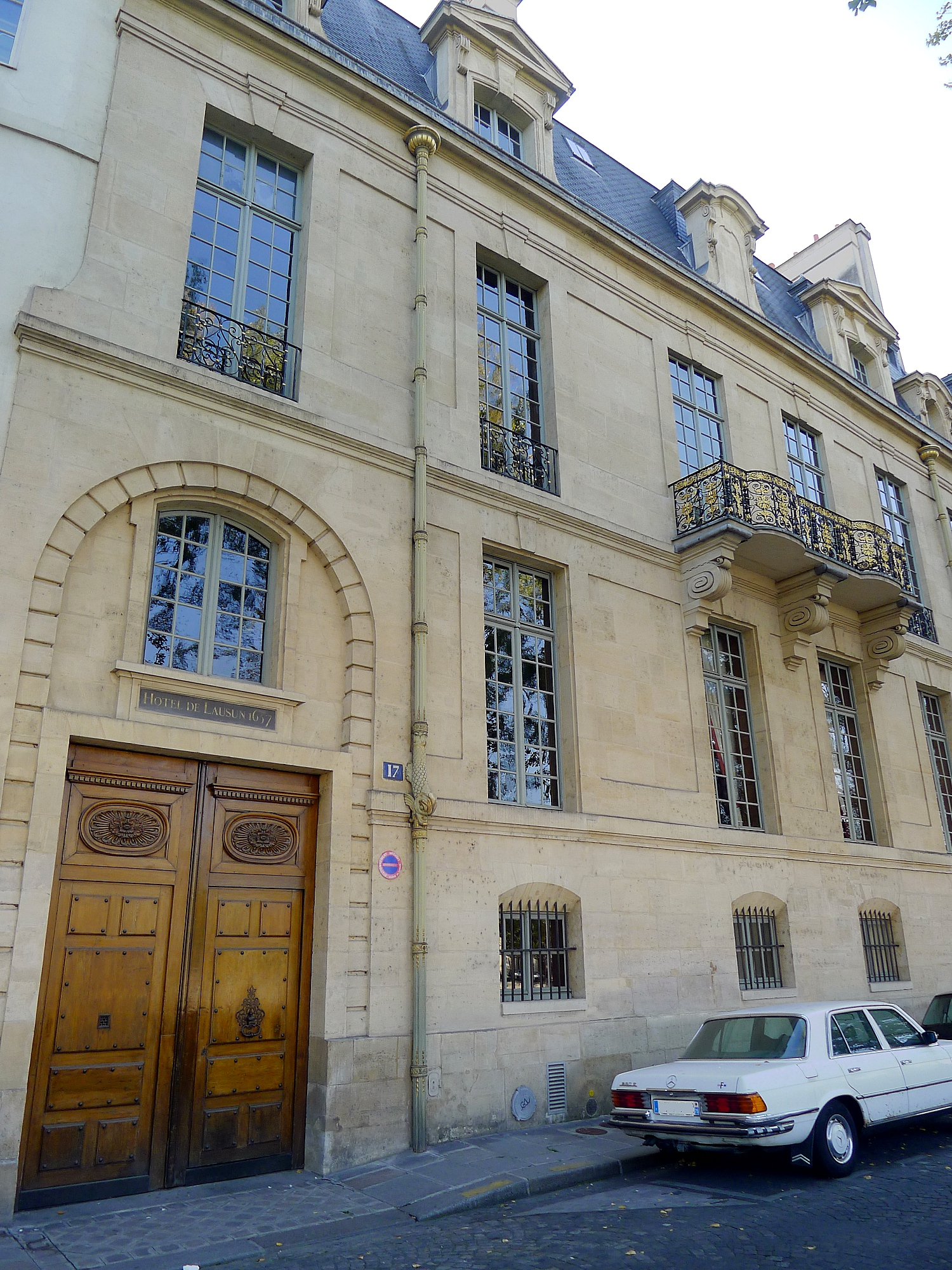
Hôtel de Pimodan.

Le Club des Hachichins est une nouvelle de Théophile Gautier, parue dans la Revue des Deux Mondes du 1er février 1846.

## L'intrigue
Sur l'invitation d'un ami médecin, le narrateur se rend à l'hôtel Pimodan dans l'île Saint-Louis pour une étrange expérience. Dans un intérieur luxueux, plusieurs convives se font servir par leur hôte du haschich sous la forme d'une pâte verdâtre qu'ils avalent avant un repas raffiné.
Le narrateur décrit les sensations étranges et fantastiques provoquées par la substance, en passant par le Kief, état de béatitude, avant le cauchemar final. Enfin, les convives retrouvent leur état normal et la conscience du temps avant de rentrer chez eux.

## Origine
Théophile Gautier raconte ici, sous une forme légèrement romancée, les réunions du Club des Hashichins dans l'hôtel Pimodan en 1845 auxquelles participeront entre autres Honoré de Balzac, James Pradier et Charles Baudelaire.
Gautier affirmera plus tard n'avoir pas voulu prolonger ces expériences, car « le vrai littérateur n'a besoin que de ses rêves naturels. »